# Thomas Sprengers
Thomas Sprengers (Lovanio, 5 febbraio 1990) è un ex ciclista su strada belga, è stato professionista dal 2013 al 2021.

## Palmarès

### Strada
- 2012 (Omega Pharma-Lotto-Davo, quattro vittorie)

1ª tappa Tryptique Ardennais (Sankt Vith > Kelmis)
4ª tappa Tour d'Eure-et-Loir (La Ferté-Vidame > Chartres)
Classifica generale Tour de la Province de Liège
3ª tappa Tour de Moselle (Basse-Ham > Basse-Ham)

#### Altri successi
- 2014 (Topsport Vlaanderen-Baloise)

Classifica scalatori Circuit de la Sarthe
- 2021 (Sport Vlaanderen-Baloise)

Classifica traguardi volanti Vuelta a Andalucía

## Piazzamenti

### Classiche monumento
- Giro delle Fiandre

2017: 46º
2019: 67º
2020: 85º
- Liegi-Bastogne-Liegi

2014: 73º
2015: ritirato
2017: 84º
2018: 118º
2019: 62º
2020: 111º
2021: 103º

### Competizioni europee
- Campionati europei su strada

Offida 2008 - In linea Junior: 16º